# ПТК Квинт
ПТК Квинт — российский программно-технический комплекс (ПТК), предназначенный для управления непрерывными технологическими процессами на предприятиях тепловой и атомной энергетики.
Комплекс позволяет создавать полномасштабные информационно-управляющие системы управления технологическими процессами котельного оборудования, осуществлять регулирование частоты и мощности турбин электрогенераторов малой (до 80 МВт), средней (до 300 МВт) и большой мощности (до 1200 МВт), реализовывать защиты технологического оборудования, отображать и архивировать информацию о технологическом процессе в реальном масштабе времени, принимать от центрального диспетчерского управления (ЦДУ) управляющие воздействия в соответствии с потребностями Единой энергосистемы России.
Информационный масштаб комплекса практически не ограничен вследствие применения масштабируемой архитектуры системы управления. Средний информационный размер автоматизируемых систем (один типовой блок ТЭЦ) насчитывает тысячи дискретных и аналоговых датчиков, сотни исполнительных механизмов и сотни элементов защит.
Живучесть комплекса обеспечена возможностью аппаратного и проектного резервирования программируемых логических контроллеров (ПЛК), устройств связи с объектом (УСО), операторских станций верхнего уровня.
Связь с верхним уровнем ПТК (операторские станции, САПР, архивные станции и т. п.), а также со сторонними SCADA-системами осуществляется по протоколу OPC UA. Для взаимодействия со сторонними УСО и АСУТП могут использоваться информационные каналы ввода-вывода по шинам Profibus DP, Modbus.

## Структура и состав ПТК
ПТК Квинт используется для построения АСУ ТП нескольких разновидностей:
- АСУ ТП малого масштаба (вспомогательные службы, углеподача, и т. п.)
- АСУ ТП среднего масштаба (энергетический котел, энергоблок, турбина и т. п.)
- Крупная АСУ ТП в масштабах всего предприятия (электростанция)

### Верхний уровень
- Средства САПР
  - Объектно-ориентированный редактор состава объекта автоматизации. Позволяет описать объект автоматизации в виде набора типизированных объектов (задвижка, двигатель, датчик и т. п.). Позволяет создавать пользовательские типы объектов (например, горелка, котел, турбина и т. п.).
  - Среда проектирования и отладки технологических, расчетных и моделирующих программ. Позволяет создавать, загружать и отлаживать различные технологические программы на двух языках программирования, семейства IEC 61131-3 — FBD, ST.
  - Среда разработки и отладки операторских интерфейсов. Позволяет создавать анимированные мнемокадры участков автоматизируемого технологического процесса, на основании составленного набора объектов. Обладает встроенным объектно-ориентированным паскалеподобным языком программирования для решения нетипичных задач анимации.
  - Виртуальный ПЛК. Позволяет отлаживать технологические программы и операторский интерфейс без привлечения реальных контроллеров и расчетных серверов.
- Станции реального времени
  - Операторская станция (HMI). Отображает оперативную информацию для операторов энергоблока на экранах мониторов или видеостене. Позволяет осуществлять оперативное ручное управление процессом. Поддерживает многократное резервирование в силу того, что любая операторская станция может работать с любым заранее подготовленным мнемокадром.
  - Станция единого времени. Фирменный или покупной сервер точного времени промышленного изготовления, работающий по протоколу NTP. Позволяет синхронизировать время между отдельными оперативными серверами на верхнем и нижнем уровнях системы управления. Резервирование достигается за счет того, что все оперативные сервера могут получать точное время от нескольких NTP-серверов.
  - Станция архивирования сигналов, ошибок, событий и действий персонала. Предназначена для архивирования всех сигналов, ошибок и событий, приходящих от других станций реального времени и контроллеров. Позволяет архивировать более 100 000 значений в секунду. Резервирование достигается за счет использования двух параллельно работающих архивных серверов. При выходе из строя одного из серверов все клиентские соединения автоматически переключаются на другой сервер.
  - Расчетная станция. Позволяет выполнять расчеты для внутренних нужд предприятия, например, расчет технико-экономических показателей (ТЭП). Если расчетная станция выполнена в виде промышленного компьютера, она может штатно резервироваться — один из серверов в рабочем режиме, другой — в горячем резерве. Переключение серверов происходит безударно.
  - Станция анализа архивной информации. Позволяет анализировать архивную информацию, накопленную за все время существования системы в составе конкретного объекта автоматизации.
- Вспомогательные средства
  - Администрирование базы данных проекта. Служебное приложение, позволяющее описать пользователей системы, права их доступа, аппаратный состав АСУ ТП и т. п.
  - Сервер базы данных. Обеспечивает многопользовательскую работу с базой данных проекта, позволяет создавать проект автоматизации нескольким проектантам одновременно.
  - Станция экомониторинга. Предназначена для передачи информации о составе и количестве выбросов загрязняющих веществ на сервер сбора данных Единого информационно-вычислительного центра (ЕИВЦ).

### Нижний уровень
- Программируемые логические контроллеры — Ремиконты. Предназначены для непосредственного управления технологическим процессом. Поддерживают резервирование методом дублирования[2]. Дублирование является «прозрачным» для разработчиков технологических программ (проектантов), и не требует специальных мер для своего обслуживание. Все функции, необходимые для дублирования и безударного переключения, берет на себя программное ядро контроллера.
- Станция единого времени. Фирменная реализация сервера NTP, в промышленном исполнении. Позволяет принимать сигналы точного времени от GPS и ГЛОНАСС.
- Шлюзы для связи с контроллерами старого поколения. Предназначены для связи с контроллерами Квинта старых поколений (200 и 300 серий). Оставлены в системе для возможности интеграции со старыми проектами автоматизации. Дублирование выполняется методом кластеризации шлюзов.

### Коммуникационный уровень
- Сетевой обмен между двумя уровнями ПТК, а также в пределах одного уровня. Физический уровень сети — Fast Ethernet или Гигабитный Ethernet. Протокол обмена — TCP/IP. Формат обмена — OPC UA. Дублирование физического уровня осуществляется одновременным использованием двух структурно одинаковых сетей, логически объединённых между собой при помощи LACP.
- Информационный обмен с датчиками и исполнительными механизмами по полевым шинам. Физический уровень сети — RS-485 на скорости до 10 Мбит/с. Протоколы обмена: Modbus, Profibus DP, фирменный. Дублирование осуществляется за счет аппаратного резервирования сетей и коммуникационного оборудования (станций ввода-вывода).
- Телемеханика для связи с ЦДУ ГОСТ Р МЭК 60870-5-101—2006.

## Квинт 7. Современная разработка
В конце 2009 началась разработка седьмой версии ПТК Квинт, в которой полностью переработана аппаратная и программная составляющие ПЛК, а также в большой степени изменен САПР. Такое решение позволило получить универсальный контроллер общего назначения, способный:
- поддерживать стандартные языки программирования (стандарт IEC 61131-3),
- управлять технологическим процессом с минимальным временем реакции системы < 5 мс,
- поддерживать многопоточное выполнение технологических программ, что позволяет совмещать задачи защит (требуют высокой скорости реакции — до 10 мс) и управления (время реакции до 100 мс),
- решать расчетные задачи (как экономические сводки, так и оперативные расчеты, использующиеся в управлении технологическим процессом),
- решать задачи моделирования автоматизируемых технологических процессов в реальном и виртуальном времени,
- обеспечивать простую интеграцию с другими системами, за счет использования общераспространённых (де-факто) промышленных стандартов обмена — (Profibus DP, Modbus),
- работать в составе сторонних SCADA-систем, за счет использования для связи с верхним уровнем стандартного протокола обмена OPC UA и поддержки расширения стандарта OPC UA Information Model for IEC 61131-3,
- обеспечивать простоту интеграции УСО сторонних производителей,
- обеспечивать прямую связь со станциями верхнего уровня через Fast Ethernet по протоколу TCP/IP с использованием LACP и формата OPC UA,
- обеспечивать авторизованный доступ с верхнего уровня, для обеспечения безопасности управления процессом.

Весь нижний уровень разрабатывается «с нуля», меняется аппаратное и программное обеспечение контроллера и фирменных УСО. Полностью переписывается интегрированная система программирования, компиляции и отладки технологических, расчетных и моделирующих программ. Новый компилятор транслирует технологические программы в машинный код, который выполняется непосредственно центральным процессором контроллера. Одновременно полностью заменяется устаревшая СУБД, содержащая все данные о проекте автоматизации, на многопользовательскую СУБД фирменной разработки, основанную на Microsoft Extensible Storage Engine (англ.).
Верхний уровень Квинта седьмого поколения может работать с нижним уровнем четвёртого, пятого и шестого поколений. Однако новый САПР может программировать только контроллеры седьмого поколения. Для программирования контроллеров младших поколений используются старые средства САПР, так же входящие в состав Квинта 7.

## История

### Основные этапы развития[4]
| 1992 год    | НИИТеплоприбор начинает разработку нового поколения ПЛК — Ремиконт Р-210. Аппаратная платформа контроллера была собрана на российской микроэлектронной базе. В качестве центрального процессора используется 8-разрядный микропроцессор КР580ВМ80А. Программное обеспечение контроллера содержит обширную библиотеку специализированных алгоритмов. Контроллер имеет программно-аппаратную поддержку резервирования дублированием с горячим резервом. При этом резервирование осуществляется «прозрачным» для разработчиков технологических программ образом. |
| 1993 год    | В НИИТеплоприбор начинается разработка программного обеспечения станций верхнего уровня ПТК на базе Microsoft Windows 3.11. Связь с контроллерами осуществляется посредством фирменного аппаратного шлюза. Шлюз соединяется со станциями верхнего уровня через сеть Ethernet по протоколу NetBEUI, а с контроллерами через дублированную шину BitBus (семейство Fieldbus) и служит для объединения нескольких контроллеров в один сегмент, и для снижения сетевой нагрузки на контроллеры от станций верхнего уровня. |
| 1995 год    | 1-я версия ПТК Квинт — Квинт 1, запущена в опытную эксплуатацию на паровом котле E-50 ТЭЦ-27 Мосэнерго. Налажено производство контроллеров Р-210 на заводе ЭЛАРА в городе Чебоксары. |
| 1996 год    | На основе полученного опыта выпущена 2-я версия ПТК Квинт - Квинт 2 (рабочее название Квинт 1.5). Основные доработки касаются общего быстродействия системы. Осенью этого года под её управлением введен в эксплуатацию 1-й энергоблок ТЭЦ-27, мощностью 80 МВт. |
| 1997 год    | ПТК Квинт внедрен на ТЭЦ-20, ТЭЦ-22 и ТЭЦ-23 Мосэнерго в качестве информационно-управляющей системы. За разработку ПТК Квинт НИИТеплоприбор удостоен премии Правительства Российской Федерации в области науки и техники. |
| 1998 год    | Выпущена 3-я версия Квинта — Квинт 3 (рабочее название Квинт 1.75), обладающая всеми ключевыми особенностями современного ПТК. Верхний уровень переведен на платформу Win32, разработан архивный сервер, полностью переделана сетевая подсистема. Под её управлением на ТЭЦ-27 Мосэнерго впервые в России запущена интегрированная АСУ ТП, охватывающая теплотехническую (энергоблоки №№ 1 и 2) и электрическую части станции. |
| 1999 год    | Выпущена 4-я версия ПТК Квинт — Квинт 4. В программном обеспечении основной особенностью явилось объединение всех программных компонент в рамках интегрированной среды – «Квинтегратор» и введение контроля выполнения приложений с помощью службы «Монитор приложений». |
| 2000 год    | К этому времени ПТК Квинт инсталлирован на 30 объектах, в основном, на станциях Мосэнерго . |
| 2001 год    | Начинается внедрение 5-й версии ПТК Квинт - Квинт 5, основанной на новом 300-м семействе Ремиконтов. Ключевые нововведения: - Базовой моделью контроллера служит Ремиконт Р-310 (ББМ-60), выполненный на новой аппаратной платформе, на базе стандартного процессорного блока с архитектурой микропроцессора x86. - В качестве операционной системы используется MS-DOS 6-й версии. Программное ядро контроллера работает в реальном режиме. - Основательно пересмотрена логическая база контроллера — библиотека алгоритмов, применены архитектурные решения, позволяющие производить его модификации для нужд технологических процессов различного масштаба. - В ПТК реализованы функции теплотехнических защит. Для этого был добавлен ряд новых алгоритмов управления и введен дополнительный способ резервирования контроллеров — кластеризация, при котором несколько управляющих контроллеров одновременно принимают управляющие воздействия от верхнего уровня и выдают команды управления одним и тем же исполнительным механизмам. - Разрабатывается Ремиконт Р-310E — экспериментальный прототип контроллера, способный работать с верхним уровнем ПТК напрямую по сети Fast Ethernet по протоколу NetBEUI. - Разрабатывается Ремиконт Р-330 — малоканальный контроллер, предназначенный для работы с распределёнными полевыми УСО по фирменной полевой шине на расстояния до 1200 м. - Значительно усовершенствуются средства САПР, в первую очередь, среда разработки технологических программ — Пилон. |
| 2002 - 2003 | Реализован ряд крупнейших проектов на базе 5-й версии Квинта, среди них: - Энергоблок № 9 (1200 МВт) Костромской ГРЭС, - Энергоблоки № 5,6 (по 800 МВт) Рязанской ГРЭС, - Энергоблоки № 3-8 (по 300 МВт) Конаковской ГРЭС, - Паросиловая установка ПСУ-37 на Актюбинском заводе «Феррохром» (Казахстан). |
| 2005 год    | Разработана экспериментальная модель турбинного контроллера Ремиконт Р-320, который применен для автоматизации процесса регулирования частоты и мощности турбины генератора на энергоблоке №2 300 МВт Костромской ГРЭС. |
| 2004 год    | На ТЭЦ-23 Мосэнерго впервые запущена подсистема управления горелками, построенная на малоканальных полевых контроллерах — Ремиконт Р-330. Полевые УСО установлены непосредственно у котла и связаны с Ремиконтами посредством полевой шины длиной 150 м. |
| 2006 год    | Начинается внедрение 6-й версии ПТК, получившей название Квинт СИ (системная интеграция). Основные нововведения: - Новый шлюз — БМШ-80 — использует для верхнего уровня протокол TCP/IP вместо NetBEUI. Может дублироваться методом кластеризации. - Ремиконт Р-380 — базовый универсальный контроллер, работающий с верхним уровнем через новую аппаратную версию шлюза. - Ремиконт Р-390 — малоканальный контроллер, способный работать по полевой шине с распределёнными УСО и связываться с верхним уровнем посредством нового шлюза. - Ремиконт Р-310М — создан для перевода контроллеров Р-310 на программно-аппаратную базу Квинта СИ. Является программно-аппаратной модификацией контроллера Р-310, работающей с новым шлюзом БМШ-80. При такой модификации адаптеры связи со старым шлюзом заменяются стандартными сетевыми адаптерами Fast Ethernet, а программное обеспечение контроллера — заменяется на новое. - В состав ПТК включена новая станция времени БСВ-80, работающая на компактном устройстве под управлением Windows CE и использующая NTP сервер для собственной синхронизации. - Мезон-контроллер МК-80, работающий под управлением Windows CE. Предназначен для решения ответственных расчетных задач в реальном масштабе времени. Для его программирования используется среда разработки и отладки расчетных задач — Мезон. Связь с верхним уровнем осуществляется по одиночной сети Fast Ethernet по протоколу TCP/IP. - Добавлена новая подсистема Мезон, предназначенная для программирования, компиляции, загрузки, отладки и визуализации расчетных задач общего назначения. Кроме того, Мезон позволяет запускать виртуальные контроллеры, что позволяет создавать тренажеры и отлаживать технологические программы на моделях. - Квинт СИ поддерживает набор стандартных протоколов OPC для взаимодействия со сторонними системами. - Введен новый инструмент редактирования и визуализации логических шаговых программ — Полис. - Операторская станция поддерживает работу с несколькими мониторами. |
| 2007 год    | Новая функция Квинта СИ — автоматическое вторичное регулирование частоты и мощности на базе универсального контроллера Р-380 – применяется на Киришской, Рязанской, Конаковской, Костромской, Невинномысской и Шатурской ГРЭС. |
| 2008 год    | В Квинте СИ реализованы новые возможности: - Горячее резервирование архивного сервера. - Поддержка протоколов Modbus-RTU и Modbus over TCP/IP. - Передача оперативных данных для ГПУ «Мосэкомониторинг» по протоколу FTP. - Связь с ПТК «Станция» ОАО «СО ЕЭС» по протоколу телемеханики. |
| 2009 год    | Начались работы над созданием 7-й версии Квинта — Квинта 7 (см. п. Квинт 7. Современная разработка). |
| 2010 год    | Квинт СИ сертифицирован в Системе сертификации оборудования для ядерных установок (ОИТ) по классу безопасности 3Н. |
| 2011 год    | Число инсталляций Квинта превысило 140. Выпущена англоязычная версия Квинта СИ. |
| 2012 год    | Версия 7.0 запущена в опытную эксплуатацию на Костромской ГРЭС. Заключены договора на поставку версии 7.1 на 3 крупных объекта в Уральском регионе в 2013-14 гг. |